# N1NT3ND0 (альбом)
Nintendo (Нинте́ндо, стилизованное написание — N1NT3ND0) — дебютный альбом одноимённого проекта российского рэпера Басты. Диск вышел в начале октября 2011 года.

## Релиз
Пластинка была выложена автором для бесплатного легального скачивания на сайте ThankYou.ru 3 октября 2011 года. Параллельно с этим произошёл релиз и на физических носителях.

## Список композиций
| №   | Название                           | Автор(ы)                            | Длительность |
| --- | ---------------------------------- | ----------------------------------- | ------------ |
| 1.  | «Интро»                            | Василий Вакуленко                   | 2:06         |
| 2.  | «И тебя уже.net» (feat. QП)        | Василий Вакуленко, Вадим Карпенко   | 4:39         |
| 3.  | «Отмели» (feat. «Крёстная семья»)  | Василий Вакуленко, «Крёстная семья» | 5:21         |
| 4.  | «Буду погибать молодым» (feat. QП) | Василий Вакуленко, Вадим Карпенко   | 3:50         |
| 5.  | «Пуля на вылет» (feat. QП)         | Василий Вакуленко, Вадим Карпенко   | 3:35         |
| 6.  | «Гив ми мани» (feat. Тати)         | Василий Вакуленко                   | 3:19         |
| 7.  | «Олина попа»                       | Василий Вакуленко                   | 4:07         |
| 8.  | «Не хуй делать» (feat. QП)         | Василий Вакуленко, Вадим Карпенко   | 3:40         |
| 9.  | «Будь на чеку» (feat. Ноггано)     | Василий Вакуленко                   | 3:05         |
| 10. | «Ламбада» (feat. Тати)             | Василий Вакуленко                   | 3:26         |
| 11. | «ЧП» (feat. QП)                    | Василий Вакуленко, Вадим Карпенко   | 4:04         |
| 12. | «Ран Вася ран» (feat. QП)          | Василий Вакуленко, Вадим Карпенко   | 3:18         |
| 13. | «Шутники»                          | Василий Вакуленко                   | 3:27         |
| 14. | «Криминал» (feat. Тати & QП)       | Василий Вакуленко, Вадим Карпенко   | 3:53         |
| 15. | «Инь-Янь»                          | Василий Вакуленко                   | 4:50         |

## Коммерческий успех альбома
Альбом дебютировал на 25-й позиции российского чарта продаж. Позднее он возглавил этот чарт. А на следующей неделе спустился на 2 место.

## Видеоклипы
- 2011 — «Intro»
- 2011 — «Отмели» (feat. «Крёстная семья»)
- 2011 — «Гив ми мани» (feat. Тати)
- 2013 — «Отмели (by Олег Груз)» (feat. «Крёстная семья»)

## Факты
- Другая версия трека «Ламбада» («Lambada») появилась на втором диске проекта Bratia Stereo, в котором Тати исполняет на английском языке.
- Композиции «Шутники» и «Криминал» использовались в фильме «Газгольдер».

## Реакция критики
| Оценки критиков     | Оценки критиков |
| Источник            | Оценка          |
| ------------------- | --------------- |
| InterMedia          | [ 5 ]           |
| Rap.ru              | (положительный) |
| Коммерсантъ Weekend | (положительный) |
| Афиша               | (положительный) |

Музыкальные обозреватели положительно отнеслись к пластинке. Так, Андрей Никитин с сайта Rap.ru посчитал, что альбом: 
«Свежий, дерзкий и бьющий прямо в лоб».
 А журналист издательского дома «Коммерсантъ» Борис Барабанов отметил, что: 
«несмотря на по преимуществу сдержанную читку, лишенную гламурных излишеств, господин Вакуленко убрал всех, кто практиковал русскоязычный криминальный речитатив, включая позднего Титомира, не говоря о так и не укоренившихся на рынке Каче и „Кровостоке“».
Александр Горбачёв, представляющий журнал «Афиши», такими словами охарактеризовал альбом: 
«Злой, сухой, очень плотный звук, воющие синтезаторы, на раз узнаваемый хмурый речитатив, виртуозно жонглирующий фонемами (безусловный шедевр в этом смысле — трек „Олина попа“), тачки, стволы, тёлки, „Крестная семья“ и Купе в гостях — русский гангста, русский хастл, да, во многом придуманный, но придуманный невероятно остроумно».